# SMS Gneisenau (1879)
SMS Gneisenau – niemiecka korweta z końca XIX wieku, w służbie w latach 1880-1900. Nazwana na cześć marszałka Augusta von Gneisenau. 

## Historia
"Gneisenau" był jedną z 6 nieopancerzonych żelaznych korwet typu Bismarck. Oprócz maszyny parowej posiadał pełne ożaglowanie typu fregata. 
Okręt służył jako okręt szkolny dla kadetów i w tym charakterze uczestniczył w licznych rejsach zagranicznych. W 1885 część jego załogi zdezerterowała w Sydney. 16 grudnia 1900 "Gneisenau" zatonął w sztormie przy molo portu w Maladze w Hiszpanii, po awarii maszyny. Zginęło 40 członków załogi, w tym dowódca i I oficer. 
Okrętami bliźniaczymi były: SMS "Bismarck", SMS "Moltke", SMS "Blücher", SMS "Stosch" i SMS "Stein".